# Dendronephthya inhacaensis
Dendronephthya inhacaensis is een zachte koraalsoort uit de familie Nephtheidae. De koraalsoort komt uit het geslacht Dendronephthya. Dendronephthya inhacaensis werd in 1960 voor het eerst wetenschappelijk beschreven door Verseveldt. 